# 삼각산동
삼각산동(三角山洞)은 서울특별시 강북구에 위치한 행정동으로, 법정동은 미아동이다.
삼각산동은 삼양로와 솔샘로 주변으로 상가, 단독주택 등이 혼재하고, 고지대의 불량주택과 무허가건물 난립으로 주거환경이 매우 열악하였으나, 지금은 1998년부터 추진한 주택재개발사업으로 2002년부터 2011년까지 11,291여 세대가 입주한 대규모 아파트단지가 조성되어 있다. 아울러 교통 문제를 해소하기 위해 솔샘로를 2005년 말에 4차선으로 확장하였고, 서울 경전철 우이신설선이 2017년 9월 개통되어서, 북한산 도시자연공원과 인접한 자연친화적 주거지이면서 교통과 생활의 편리를 갖춘 지역이 되었다.

## 연혁
- 조선 후기 : 한성부 동부 숭신방 미아리계.
- 1914년 4월 1일 : 경기도 고양군 숭인면 미아리.
- 1949년 8월 13일 : 고양군 숭인면을 서울특별시에 편입하고, 성북구를 신설하여 성북구 숭인출장소 미아리가 됨.
- 1950년 3월 15일 : 미아리가 미아동으로 개칭됨.
- 1955년 4월 18일 : 행정동제 실시에 따라 미아제1~3동이 신설됨.
- 1959년 10월 31일 : 미아제1동을 길음동으로, 미아제2동을 인수동으로 개칭하고, 미아제3동을 송천동과 삼양동으로 분동함.
- 1964년 10월 29일 : 삼양동을 삼양제1, 2동으로 분동함. (삼양1동은 현 삼각산동, 삼양2동은 현 삼양동)
- 1970년 5월 18일 : 길음동, 인수동, 송천동, 삼양동을 미아제1~10동으로 분동함.[2]
- 1973년 7월 1일 : 숭인출장소가 폐지되고 도봉구가 신설됨에 따라 도봉구로 편입됨.[3]
- 1975년 10월 1일 : 미아동 일부를 성북구에 편입하여 길음동(행정동 길음동, 인수동, 송천동)으로 개칭하고, 미아동을 미아제1~7동으로 조정함. 삼각산동은 미아제6, 7동에 해당함.
- 1995년 3월 1일 : 강북구가 신설됨에 따라 강북구로 편입됨.
- 1998년 9월 28일 : 미아제6동과 미아제7동을 합동하여 미아제6·7동으로 개칭함.[4]
- 2008년 6월 30일 : 삼각산동으로 개칭함.

## 교육
- 서울삼각산초등학교
- 삼각산중학교
- 삼각산고등학교

## 교통
- ● 서울 경전철 우이신설선 솔샘역

## 같이 보기
- 대한민국의 행정 구역